# 373 Melusina
Melusina (asteroide 373) é um asteroide da cintura principal com um diâmetro de 95,77 quilómetros, a 2,6568055 UA. Possui uma excentricidade de 0,1465925 e um período orbital de 2 006,33 dias (5,5 anos).
Melusina tem uma velocidade orbital média de 16,88072448 km/s e uma inclinação de 15,44736º.
Este asteroide foi descoberto em 15 de Setembro de 1893 por Auguste Charlois.
Este asteroide recebeu este nome em homenagem a Melusina.